# Periplaneta svenhedini
Periplaneta svenhedini es una especie de cucaracha, un insecto blatodeo de la familia Blattidae.

## Taxonomía
Fue descrito por primera vez en 1933 por Hanitsch. 